# Affirmation (singel Savage Garden)
"Affirmation" jest piosenką zespołu Savage Garden.
Jest to drugi singiel, pochodzący z albumu o tym samym tytule.

## Występy
Pierwszy występ miał miejsce na Ceremonii Zamknięcia Olimpiady w Sydney w październiku 2000 roku.
Teledysk do piosenki jest montażem scen z koncertu w Brisbane zatytułowanego Superstars and Cannonballs.

## Oryginał
Oryginalna wersja teledysku zawiera montaż zdjęć z historii.

## Sukcesy
Największy sukces piosenka odniosła w Wielkiej Brytanii, gdzie doszła do 8 pozycji.
Tym samym stała się trzecią piosenką zespołu, która znalazła się w brytyjskim Top 10.